# Kushchóvskaya
Kushchyóvskaya (del ruso: Кущёвская) es una stanitsa, centro administrativo del raión de Kushchóvskaya del krai de Krasnodar. Está situada a orillas del río Yeya, en su confluencia con su afluente por la derecha el Kugo-Yeya, 175 km al norte de Krasnodar, la capital del krai.
Es cabeza del municipio Kushchóvskoye, al que también pertenecen las siguientes localidades: Vorovskogo, Vostochni, Kartushina Balka, Lopatina, Bolshaya Lopatina, Mirni, Novoivanovskovskoye, Rovni, Sadovi, Séverni y Stepnoye.

## Historia
Kushchóvskaya fue fundada como una de las primeros cuarenta asentamientos de los cosacos del Mar Negro en 1794. En 1842 le fue concedido el estatus de stanitsa y el nombre actual.
La localidad se desarrolló en gran medida gracias a la construcción del ferrocarril del Cáucaso Norte de Rostov a Vladikavkaz a finales del siglo XIX. Durante este tiempo pertenecía al otdel de Yeisk del óblast de Kubán.
El 2 de junio de 1924, como parte de las reformas de la administración realizadas por el gobierno de la Unión de Repúblicas Socialistas Soviéticas, fue designada centro administrativo del raión, que el 13 de junio de 1937 fue incluido al krai de Krasnodar. 
En la Gran Guerra Patria fue ocupada en agosto de 1942 por la 4.ª División de Montaña de la Wehrmacht de la Alemania Nazi, que enfrentó importantes combates defensivos y una operación de contraataque de la 13.ª División de Cosacos de Kubán del Ejército Rojo que detuvo durante unos días la ofensiva alemana, y liberada por el Ejército Rojo de la Unión Soviética en febrero de 1943.

## Demografía
| Gráfica de evolución de Kushchóvskaya entre 1939 y 2020 |
|                                                         |
| Fuente: Administración territorial.                     |

| 1959   | 1970   | 1979   | 1989   | 2002   | 2008   |
| ------ | ------ | ------ | ------ | ------ | ------ |
| 16 191 | 20 978 | 24 627 | 26 300 | 29 533 | 30 271 |

### Composición étnica
De los 29 533 habitantes que tenía en 2002, el 90.1 % era de etnia rusa, el 2.9 % era de etnia armenia, el 2.7 % era de etnia ucraniana, el 1.5 % era de etnia tártara, el 0.4 % era de etnia bielorrusa, el 0.3 % era de etnia azerí, el 0.3 % era de etnia gitana, el 0.2 % era de etnia georgiana, el 0.2 % era de etnia turca, el 0.2 % era de etnia alemana, el 0.1 % era de etnia griega y el 0.1 % era de etnia adigué.

## Cultura y lugares de interés
En la localidad y los alrededores hay varios monumento en homenaje a las batallas de 1942, incluyendo una estatua ecuestre de 1964. En la década de 1990 se construyó la iglesia de San Juan Evangelista (церковь Иоанна Богослова). Es de destacar el complejo deportivo y el sistema de fuentes "Fuente Musical".

## Economía y transporte
En la localidad se hallan varias factorías dedicadas a la producción de lácteos, pan, semillas, ladrillos, una fundición mecánica y un taller de reparación de blindajes del ejército ruso. La región es principalmente agrícola.
Tiene una estación de ferrocarril en la línea Tijoretsk - Bataisk. La carretera federal M4 Moscú-Novorosisk -parte de la ruta europea E115- pasa al este de la localidad.
Al oeste de la localidad hay un aeródromo militar, donde hace prácticas el 797° regimiento de formación de la Fuerza Aérea de Rusia, operando con Aero L-39 Albatros, Sukhoi Su-25, Sukhoi Su-27 y Mikoyan MiG-29.